# Sarah Caudwell
Sarah Caudwell, née le 27 mai 1939 à Cheltenham, dans le Gloucestershire, en Angleterre, et morte le 28 janvier 2000 à Londres, est une femme de lettres britannique, auteure de roman policier.

## Biographie
Elle est la fille de Claud Cockburn et de Jean Ross. Elle fait des études supérieures à l'université d'Aberdeen, où elle obtient un diplôme en humanités, avant d'étudier le droit au St Anne's College de l'université d'Oxford. Acceptée au barreau du Lincoln's Inn, elle exerce comme barrister pendant plusieurs années à partir de 1966.
En 1989, elle publie The Sirens Sang Of Murder pour lequel elle est lauréate du prix Anthony 1990 du meilleur roman. Ce titre fait partie d'une série policière centrée sur de jeunes avocats du Lincoln's Inn où enseigne le professeur Hilary Tamar, spécialiste du système judiciaire médiéval, que diverses circonstances poussent à se faire détective le temps d'éclaircir des affaires criminelles non résolues.

## Œuvre

### Romans

#### SérieHilary Tamar
- Thus Was Adonis Murdered (1981)
- The Shortest Way to Hades (1984)
- The Sirens Sang of Murder (1989)
- The Sibyl in her Grave (2000)

#### Autre roman
- The Perfect Murder (1991) (coécrit avec Lawrence Block, Tony Hillerman, Peter Lovesey, Donald E. Westlake et Jack Hitt) Publié en français sous le titre Meurtre à cinq mains, Paris, Éditions du Seuil, coll. « Seuil policiers », 1993  (ISBN 2-02-018289-0) ; réédition, Paris, Éditions du Seuil, coll. « Points » no 108, 1995  (ISBN 2-02-025579-0)

## Prix et distinctions

### Prix
- Prix Anthony 1990 du meilleur roman pour The Sirens Sang Of Murder[1]

### Nominations
- Prix Agatha 1989 du meilleur roman pour The Sirens Sang Of Murder[2]
- Prix Dilys 2001 du meilleur roman pour The Sibyl In Her Grave[3]